# Mamela Nyamza

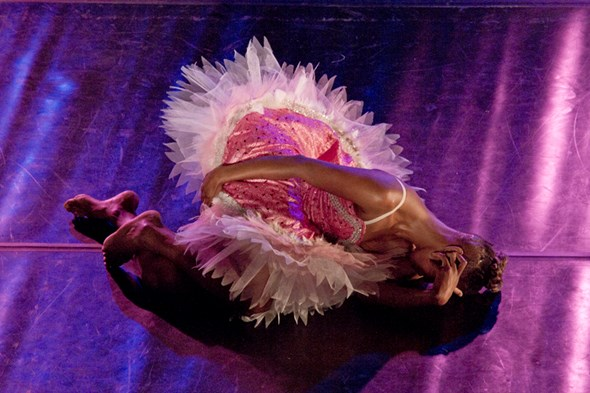
Mamela Nyamza (2013)

Mamela Nyamza là một vũ công, giáo viên, biên đạo múa và nhà hoạt động ở Nam Phi.
Cô được đào tạo về nhiều phong cách nhảy khác nhau bao gồm múa ba lê, nhảy hiện đại, múa châu Phi, kỹ thuật Horton, múa Tây Ban Nha, jazz, chuyển động và kịch câm, kỹ thuật bay thấp, kỹ thuật phát hành, nhảy gumboot và Butoh. Nyamza được biết đến với phong cách pha trộn theo cách thách thức các tiêu chuẩn truyền thống.
Nyamza đã biểu diễn trong nước và quốc tế và đã biên đạo các tác phẩm tự truyện, chính trị và xã hội cả về bản thân và hợp tác với các nghệ sĩ khác. Cô lấy cảm hứng từ cuộc sống hàng ngày và bản sắc của cô là một phụ nữ trẻ, da đen. Phong cách nhảy trừu tượng của Nyamza cho phép cô sử dụng khiêu vũ như một cách để chia sẻ cả những câu chuyện cá nhân của riêng mình cũng như những câu chuyện châu Phi với thế giới. Thêm vào đó, cô đã tạo ra các dự án tiếp cận cộng đồng khác nhau đã góp phần truyền bá ảnh hưởng tích cực của khiêu vũ cho các cộng đồng khác nhau trong Nam Phi, trong đó có Đại học Stellenbosch của dự án Move 1524, một nhóm làm việc để giáo dục về các vấn đề liên quan đến HIV / AIDS, bạo lực gia đình và lạm dụng ma túy, thông qua liệu pháp vận động khiêu vũ.

## Đầu đời
Mamela Nyamza sinh năm 1976 trong một gia đình lớn sống ở Gugulethu, Cape Town ở Nam Phi. Lớn lên ở Gugulethu có ảnh hưởng rất lớn đến sự nghiệp vũ công của Nyamza. Cô giải thích rằng môi trường mà cô đắm mình "không cho (cô) một sự lựa chọn nào ngoài việc yêu thích khiêu vũ. Có âm nhạc và âm thanh, suốt cả ngày, và ngay cả trên đường phố, tiếng ồn đã trở thành âm nhạc ". Khiêu vũ trở thành một cách để Nyamza hiểu tất cả những gì đang xảy ra trên thế giới xung quanh cô, "Tôi đã sử dụng cơ thể của mình như một công cụ để phản ứng với mọi hình thức âm thanh, cho dù đó là chơi, khóc hay xem tất cả mọi thứ mà người ta có thể tưởng tượng đã xảy ra ở Gugulethu trong thập niên 80 ".
Từ nhỏ, Nyamza đã tiếp tục sử dụng khiêu vũ như một phương tiện để giải thích, đối phó và điều hòa các sự kiện trong cuộc đời cô. Khi mẹ cô bị hãm hiếp và giết hại vào năm 1999, khiêu vũ đã cho cô sức mạnh bên trong để bằng cách nào đó đối mặt với trải nghiệm đau thương này. Ngoài ra, cái chết của mẹ cô đã ảnh hưởng rất lớn đến sự phát triển của phong cách nhảy múa trừu tượng của cô, "Sau khi mẹ tôi qua đời, tôi có thể cảm thấy bà trong giấc mơ bảo tôi sử dụng điệu nhảy của mình để kể những câu chuyện có thật. Sau đó tôi cũng ra ngoài và tôi bắt đầu gặp phải sự phân biệt đối xử trong xã hội và đó là khi tôi nghĩ, 'Bạn biết đấy, tôi là một nghệ sĩ, vì vậy hãy để tôi là tiếng nói giải quyết tất cả những vấn đề này' ".